# 3. općinska nogometna liga Karlovac 1983./84.
| Mj. | Klub                   | Sus. | Pobj. | Ner. | Por. | GR.   | Bod. |
| --- | ---------------------- | ---- | ----- | ---- | ---- | ----- | ---- |
| 1.  | ONK 6. maj Veljun      | 10   | 6     | 3    | 1    | 35:16 | 15   |
| 2.  | NK Tuškani             | 10   | 6     | 2    | 2    | 24:18 | 14   |
| 3.  | NK Mladost Rečica      | 10   | 5     | 3    | 2    | 34:17 | 13   |
| 4.  | NK Vrlovka Kamanje     | 10   | 4     | 4    | 2    | 29:10 | 12   |
| 5.  | NK Mrežnica Zvečaj     | 10   | 2     | 2    | 6    | 20:38 | 6    |
| 6.  | NK Borac Slavsko Polje | 10   | 0     | 0    | 10   | 13:56 | 0    |